# Molledo
Molledo település Spanyolországban, Kantábria autonóm közösségben. Molledo Arenas de Iguña, Luena, San Miguel de Aguayo, Bárcena de Pie de Concha, Santiurde de Reinosa és Pesquera községekkel határos. Lakosainak száma 1480 fő (2024).

## Népesség
A település népessége az elmúlt években az alábbi módon változott:
| Lakosok száma | 1914 | 1858 | 1742 | 1679 | 1610 | 1612 | 1585 | 1504 | 1495 | 1480 |
|               | 2001 | 2004 | 2007 | 2009 | 2012 | 2014 | 2017 | 2019 | 2022 | 2024 |